# Đỗ Ngọc Cẩn
Đỗ Ngọc Cẩn là một tướng lĩnh của lực lượng Công an nhân dân Việt Nam, cấp bậc Thiếu tướng. Ông là thành viên Hội đồng Quốc gia Giáo dục và Phát triển nhân lực nhiệm kỳ 2016- 2021, nguyên Phó Tổng cục trưởng Tổng cục Chính trị Công an nhân dân (2014-2018), nguyên Hiệu trưởng Trường Đại học Phòng cháy chữa cháy (Việt Nam).

## Tiểu sử
Đỗ Ngọc Cẩn là phó giáo sư, tiến sĩ.
Từ tháng 1 năm 2009 đến tháng 7 năm 2013, Đỗ Ngọc Cẩn là Đại tá, Hiệu trưởng Trường Đại học Phòng cháy chữa cháy.
Ngày 13 tháng 11 năm 2014, Thiếu tướng Đỗ Ngọc Cẩn, Hiệu trưởng Trường Đại học Phòng cháy chữa cháy, được Bộ Công an bổ nhiệm giữ chức vụ Phó Tổng cục trưởng Tổng cục Xây dựng lực lượng Công an nhân dân.
Tháng 12 năm 2017, Thiếu tướng Đỗ Ngọc Cẩn được Thủ tướng Chính phủ Việt Nam Nguyễn Xuân Phúc bổ sung làm thành viên Hội đồng Quốc gia Giáo dục và Phát triển nhân lực nhiệm kỳ 2016- 2021.
Ngày 29 tháng 6 năm 2018, Thiếu tướng Đỗ Ngọc Cẩn được trao quyết định của Bộ trưởng Bộ Công an Tô Lâm cho phép nghỉ công tác chờ hưởng chế độ hưu trí.

## Lịch sử thụ phong quân hàm
- Đại tá
- Thiếu tướng (2013-2014)